# Boško Vuksanović
Boško Vuksanović   (Kotor, 4 de gener de 1928 - Belgrad, 4 d'abril de 2011) va ser un waterpolista serbi que va competir sota bandera iugoslava durant les dècades de 1940 i 1950.
El 1952 va prendre part en els Jocs Olímpics de Hèlsinki, on guanyà la medalla de plata en la competició de waterpolo. Quatre anys més tard fou convocat per disputar els Jocs de Melbourne, però no arribà a disputar cap partit. En el seu palmarès també destaquen dues medalles al Campionat d'Europa de waterpolo, de plata el 1954 i de bronze el 1950.
Posteriorment exercí d'entrenador de la selecció nacional iugolasva. D'entre els nombrosos èxits esportius aconseguits, destaca la medalla de plata que guanyà als Jocs de 1964, a Tòquio. També entrenà la selecció alemanya i diversos equips iugoslaus.